# Музей на модерното изкуство (MoMA)
Музеят на модерното изкуство (на английски: Museum of Modern Art, MoMA) е художествен музей, разположен в Мидтаун, Манхатън в Ню Йорк, САЩ. Колекцията на музея предлага обзор на съвременно изкуство, включително произведения на архитектурата и дизайна, рисунки, живопис, скулптура, фотография, печат, илюстрирани книги, филми и електронни медии.

## История
Идеята за музей на модерното изкуство е разработена през 1928 г. главно от Аби Олдрич Рокфелер (съпруга на Джон Д. Рокфелер младши) и 2 нейни приятелки – Лили П. Блис и Мери Куин Съливан.
Те наемат скромни помещения за новия музей в сграда на Пето авеню (на ъгъла на Пето авеню и 57-а улица) в Манхатън. Музеят е отворен за посетители на 7 ноември 1929 г. – 9 дни след краха на Уолстрийт.

### Архитектура и дизайн
Отделът по архитектура и дизайн към МоМА е основан през 1932 г., и е първият в света, посветен на тази тема.
Първият директор на отдела е Филип Джонсън, който е работил като куратор между 1932 – 34 и 1946 – 54. Колекцията се състои от 28 хиляди произведения, включително архитектурни макети, рисунки и фотографии.
Един от акцентите на колекцията е архива на Мийс ван дер Рое.

### Директори
- Алфред Бар джуниър (1929 – 43)
- без директор (1943 – 49)
- Рене д'Арнонкур (1949 – 68)
- Бейтс Лоури (1968 – 9)
- Джон Брантли Хайтауър (1970 – 2)
- Ричард Олденбург (1972 – 95)
- Глен Д. Лоури (1995 – до днес)

## Произведения
Смятан от мнозина за една от най-добрите в света колекции на модерните шедьоври на западното изкуство, MoMA включва повече от 150 хиляди отделни експоната, в допълнение към около 22 хиляди филма и 4 милиона филмови кадри.
Колекцията съхранява такива важни и известни произведения като:
- „Госпожиците от Авиньон“ (1907) на Пабло Пикасо
- „Постоянството на паметта“ (1931) на Салвадор Дали
- „Консерви супа „Кембъл““ (1964) на Анди Уорхол
- № 31, 1950 на Джаксън Полък
- Автопортрет с отрязана коса (1940) на Фрида Кало
- „Живопис“ (1946) на Френсис Бейкън

## Избрани творби от колекцията
- Къпещият се на Пол Сезан, 1885 – 87
- Звездна нощ на Винсент ван Гог, 1889
- Маслинови дръвчета на Винсент ван Гог, 1889
- Семената на ареои (Te aa no areois) на Пол Гоген, 1892
- La Bohémienne endormie (Спящата циганка) на Анри Русо, 1897
- Le rêve (Сънят) на Анри Русо, 1910
- Надежда II на Густав Климт, 1907 – 08
- Супрематистка композиция: Бяло върху бяло на Казимир Малевич, 1918